# 1870 en France
Chronologie de la France
- 1866
- 1867
- 1868
- 1869
- 1870
- 1871
- 1872
- 1873
- 1874

Cette page concerne l'année 1870 du calendrier grégorien.

## Événements

### Janvier
- 2 janvier : le républicain Émile Ollivier est appelé par Napoléon III à constituer un ministère[1].
- 5 janvier : le baron Georges Eugène Haussmann est destitué de ses fonctions[2].
- 10 janvier : début de l'affaire Victor Noir, journaliste tué au domicile parisien du prince Pierre Bonaparte, cousin de Napoléon III[2]. Venu pour arranger les conditions d'un duel, le journaliste aurait eu une attitude menaçante.

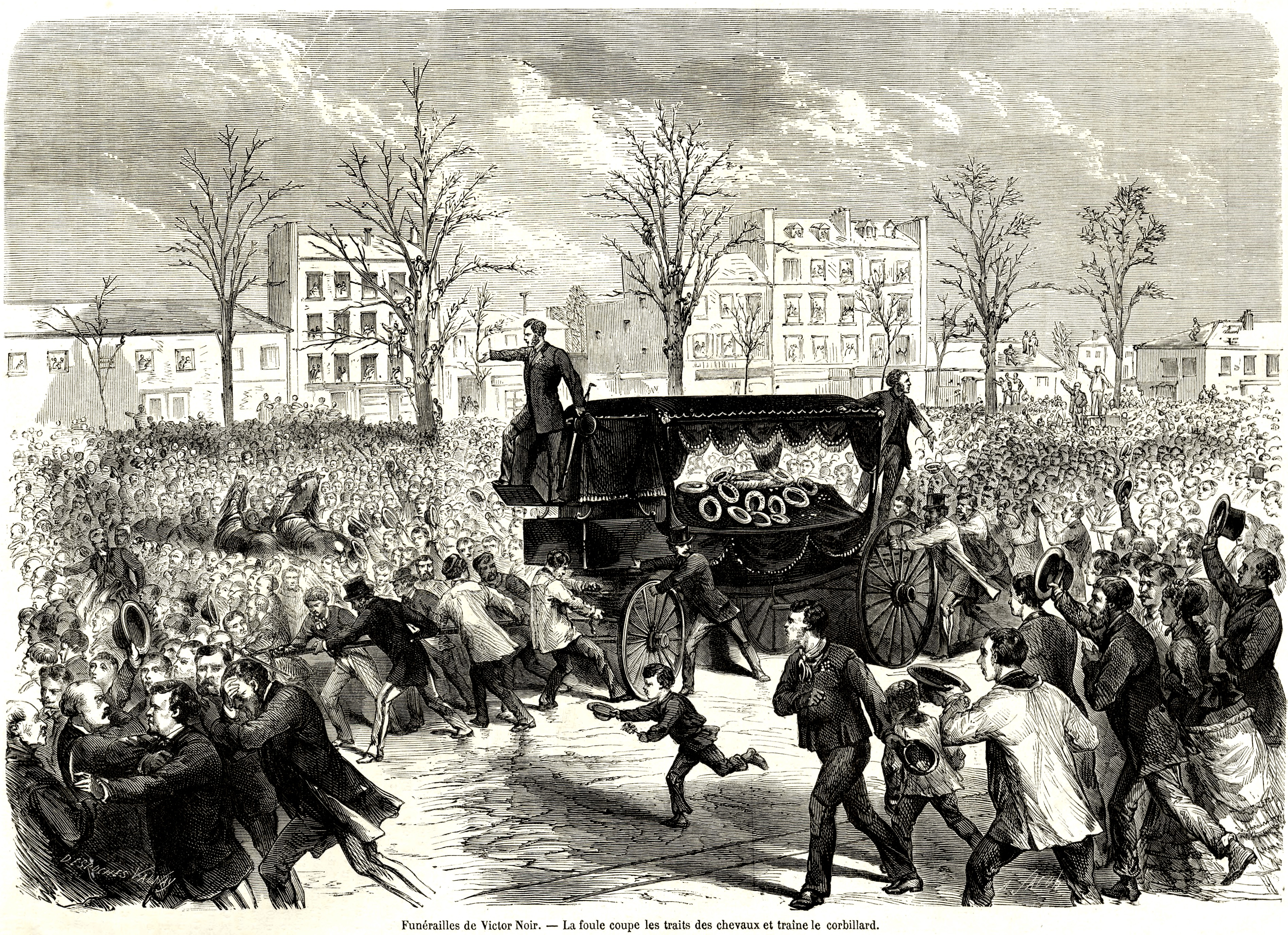
Funérailles de Victor Noir

- 12 janvier : les funérailles du journaliste Victor Noir sont l'occasion d'une manifestation républicaine[2].

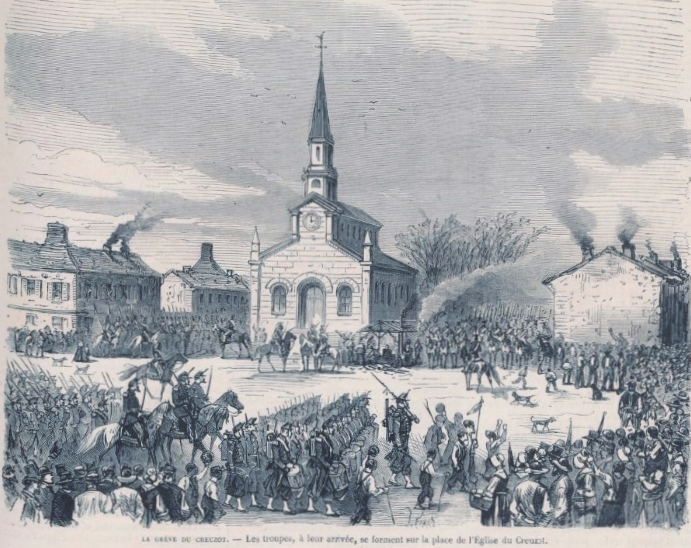
La grève du Creuzot. Les troupes, à leur arrivée, se forment sur la place de l'église du Creuzot (Le Monde illustré du 29 janvier 1870).

- 19-24 janvier : grève des ouvriers métallurgistes des usines Schneider au Creusot qui réclament la gestion de leur caisse de prévoyance. Le 21 janvier, 3 000 soldats armés entrent au Creusot[3].
- 24 janvier : les républicains Jules Ferry et Léon Gambetta déposent, au nom de l'opposition républicaine, une proposition de loi selon laquelle « le titre et les fonctions de préfet de police sont supprimés »[4].

### Mars
- 9 mars : le Corps législatif impérial met un terme à l’administration militaire en Algérie française, consacrant l’établissement du régime civil et la suppression des Bureaux arabes[5].
- 15 mars : première grande réunion unitaire de 5 000 membres de l'Association internationale des travailleurs à Lyon[6].
- 21 mars-15 avril : grève des mineurs du Creusot ; Benoît Malon prend la direction du mouvement qui réclame la journée de huit heures et la gestion de la caisse de secours des mineurs[3].
- 21 mars : création de La Samaritaine à Paris par Ernest Cognacq[7].
- 24 mars : le général Le Bœuf, ministre de la Guerre, est fait maréchal de France[8] et sénateur.
- 27 mars : après une semaine de procès, Pierre Bonaparte est acquitté par la Haute Cour de Justice siégeant à Tours, du meurtre du journaliste Victor Noir[9].
- 29 mars-25 avril, Algérie : une expédition conduite dans le Sud-Oranais par le général de Wimpffen porte un sérieux coup à la rébellion des Doui-Menia sur les bords de l’oued Guir (15 avril) et à Aïn Chaïr (25 avril)[10].

### Avril
- 20 avril : un sénatus-consulte met en œuvre une véritable Constitution pour un empire libéral[1]. L'empereur garde le droit de renvoyer les ministres responsables, mais il ne préside plus le Sénat ni le Conseil d'État. Il ne peut nommer plus de vingt sénateurs en un an et le nombre des sénateurs ne peut excéder les deux tiers de celui des membres du Corps législatif. Le Sénat ne garde plus qu'une attribution, celle de discuter et de voter les projets de loi, concurremment avec le Corps législatif. Il est nommé pour au moins six ans. Le droit de pétition s'exerce auprès du Corps législatif et du Sénat. Le droit d'amendement n'est plus soumis au contrôle du Conseil d'État[11].

### Mai

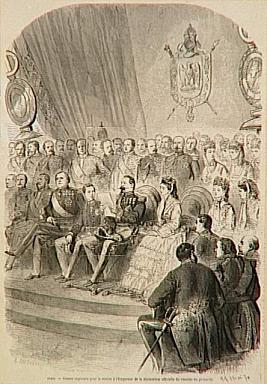
Proclamation des résultats du plébiscite du 8 mai 1870.

- 8 mai : plébiscite approuvant la nouvelle constitution avec 7 359 000 oui (69 %), 1 572 000 non et 1 895 000 abstentions[2]. L'opposition l'emporte dans la Seine, les Bouches-du-Rhône, les grandes villes, le Sud-Est et le Midi provençal[12].
- 21 mai : sénatus-consulte fixant la Constitution de l’Empire (régime libéral, bicamériste, avec un rôle législatif et financier important attribué au Corps législatif et un rôle de contrôle effectif donné au Sénat)[13].

### Juin
- 21 juin : candidature de Léopold de Hohenzollern-Sigmaringen au trône d'Espagne[14].
- 22 juin-5 juillet : procès de trente-huit membres de l'Internationale devant la sixième chambre du tribunal correctionnel de Paris. Sept prévenus sont condamnés à un an de prison pour appartenance à une société secrète, les autres à deux mois pour association illicite[15].

### Juillet
- 6 juillet : Gramont, ministre des Affaires étrangères, s'oppose à la candidature de Léopold de Hohenzollern-Sigmaringen au trône d'Espagne. Le 12, on apprend à Paris que Léopold de Hohenzollern retire sa candidature. Le 13, Agénor de Gramont réclame que ce retrait soit garanti par le roi de Prusse, Guillaume Ier de Prusse refuse[16].
- 7 juillet : grève d'une « dimension exceptionnelle » à Mulhouse[17].
- 13 juillet : dépêche d’Ems, envoyée par Bismarck, Premier ministre prussien, à Napoléon III, pour inciter la France à déclarer la guerre, et faire ainsi jouer l’alliance défensive qui lie les États allemands du Sud à ceux du Nord[1].

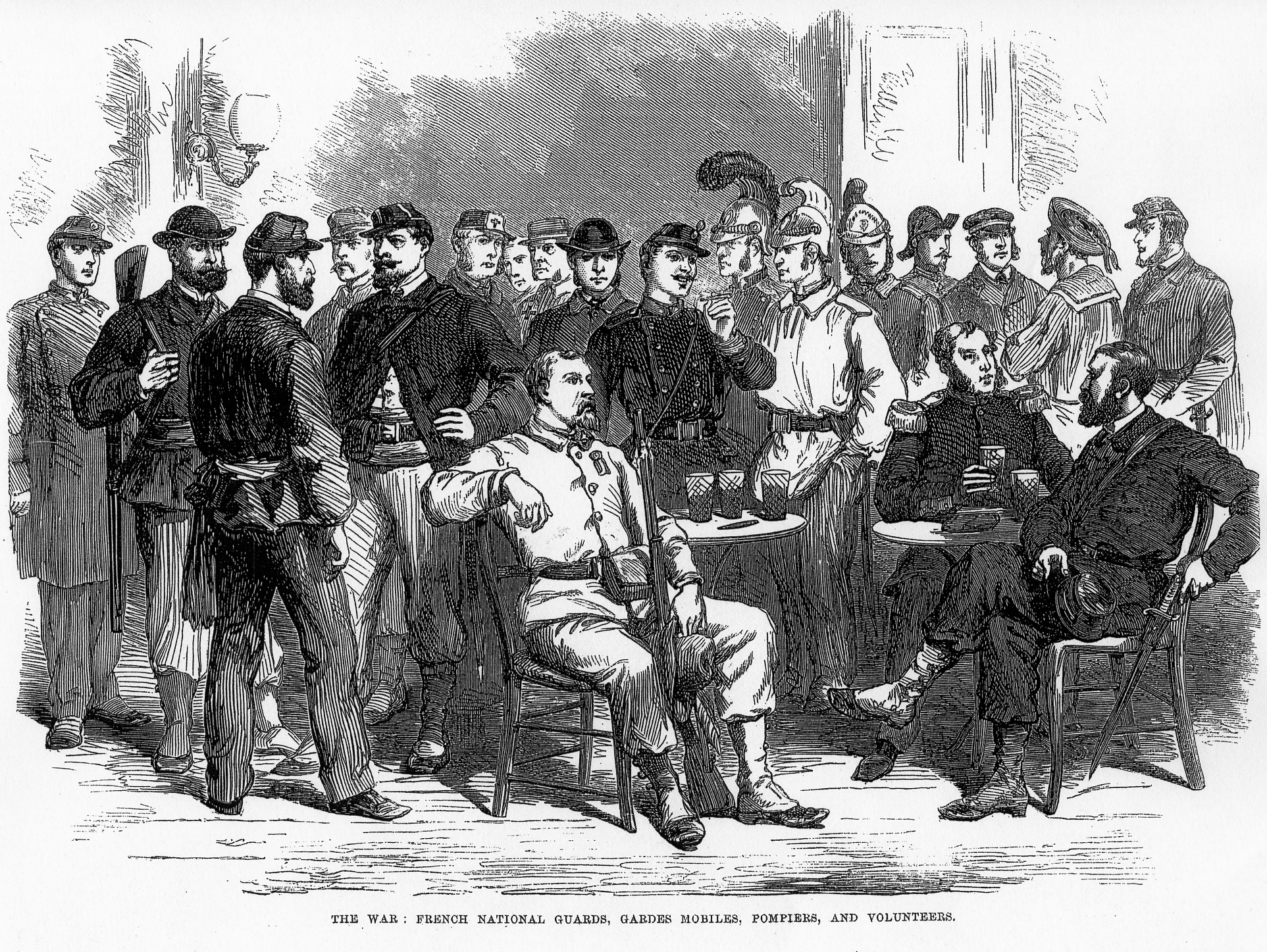
La Guerre, Illustrated London News, 3 septembre

- 15 juillet : malgré les avertissements d'Adolphe Thiers, le Corps législatif vote les crédits de guerre[16].
- 16 juillet : nomination du maréchal Bazaine à la tête du 3e corps de l'armée du Rhin[18].
- 17 juillet : Émile Ollivier, poussé par l'opinion publique, déclare la guerre à la Prusse lors d'un rassemblement populaire d'étudiants et d'ouvriers à la Bastille (notifiée officiellement deux jours plus tard)[19]. Napoléon III, pacifiste mais malade, laisse faire.
- 19 juillet : la France déclare la guerre à la Prusse[1].
- 20 juillet : le maréchal Le Bœuf est nommé major général de l'armée du Rhin[20].
- 23 juillet : l'impératrice Eugénie, ralliée à la cause belliciste, est nommée régente[20].

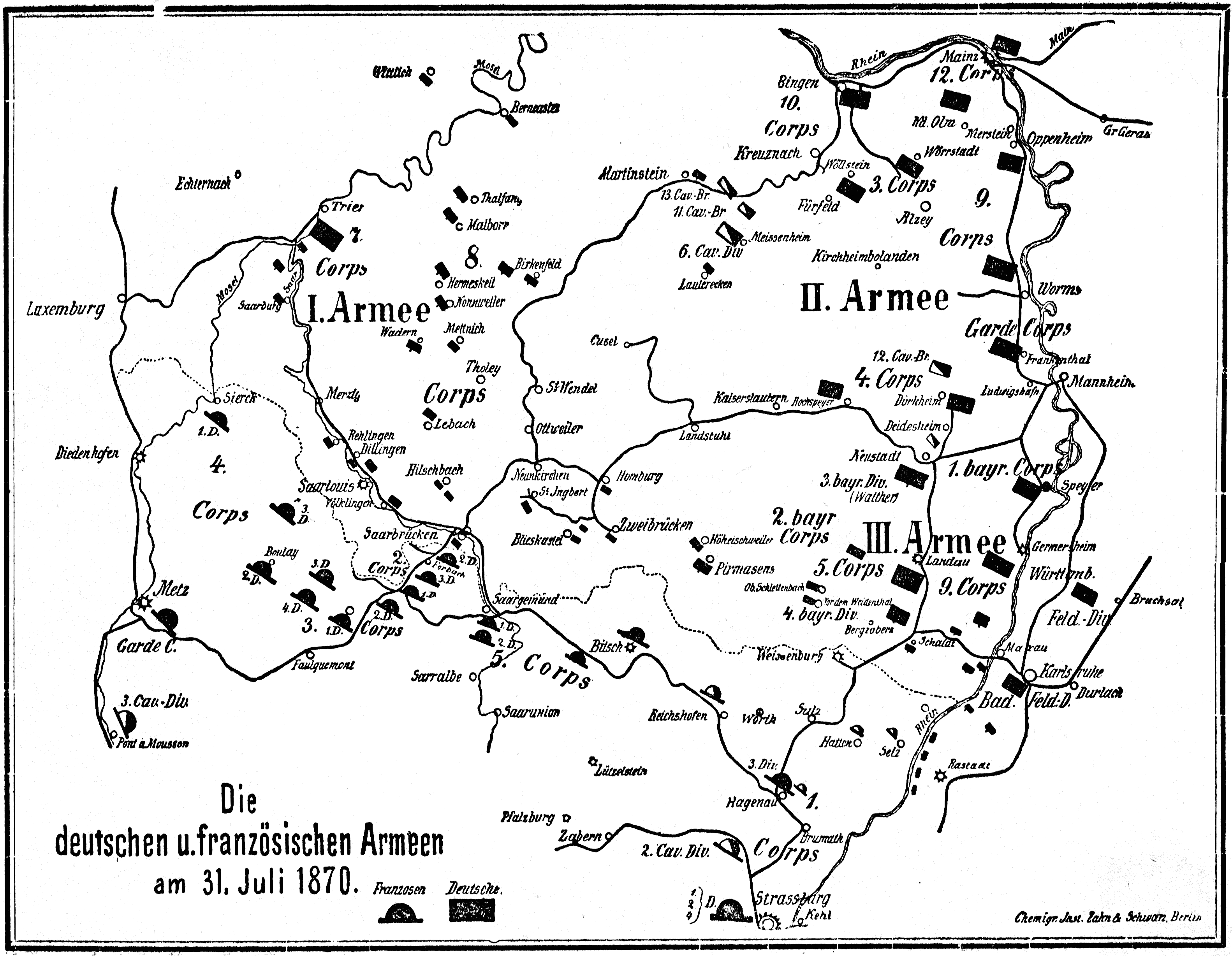
Position des armées françaises et allemandes le 31 juillet

- 28 juillet : Napoléon III se rend à Metz pour prendre la tête de l'armée[2].

### Août
- 2 août : combats de Sarrebruck[21].
- 3 août : les troupes prussiennes entrent en Alsace[2].
- 4 août : bataille de Wissembourg dans le Bas-Rhin[2], qui se solde par la retraite des troupes françaises du maréchal de Mac-Mahon (division Douay) devant les troupes prussiennes du Kronprinz[21].
- 6 août :
  - bataille de Frœschwiller-Wœrth, où les troupes françaises du Maréchal de Mac-Mahon sont mises en déroute[2].
  - charges de Reichshoffen : charges vaines des cuirassiers français sur les villages de Morsbronn, où ils sont anéantis, et de Elsasshausen[2].
  - la division du général Frossard est écrasée à la  bataille de Forbach-Spicheren[2].
- 6 et 7 août : renouvellement des conseils municipaux, dernières élections de l'Empire[6].
- 8 août :
  - à Marseille, face à la situation désastreuse du pays, un mouvement insurrectionnel, avec à sa tête l'avocat des pauvres Gaston Crémieux, tente en vain de proclamer la République et d'instaurer une Commune révolutionnaire. Mais le mouvement est rapidement étouffé ; Crémieux est arrêté le lendemain et déféré devant un conseil de guerre[22].
  - début du siège de Bitche[23].
- 9 août : le ministère Émile Ollivier est renversé par le Corps législatif[2]. Il se réfugie en Italie jusqu'en 1873.
- 10 août :
  - nouveau ministère du général Charles Cousin-Montauban, comte de Palikao[2].
  - l’Algérie est proclamée en état de siège[24].
- 12 août : Napoléon III, malade, laisse Bazaine prendre la tête de l'armée[18].
- 13 août- 28 septembre : siège de Strasbourg[25].

- 14 août :

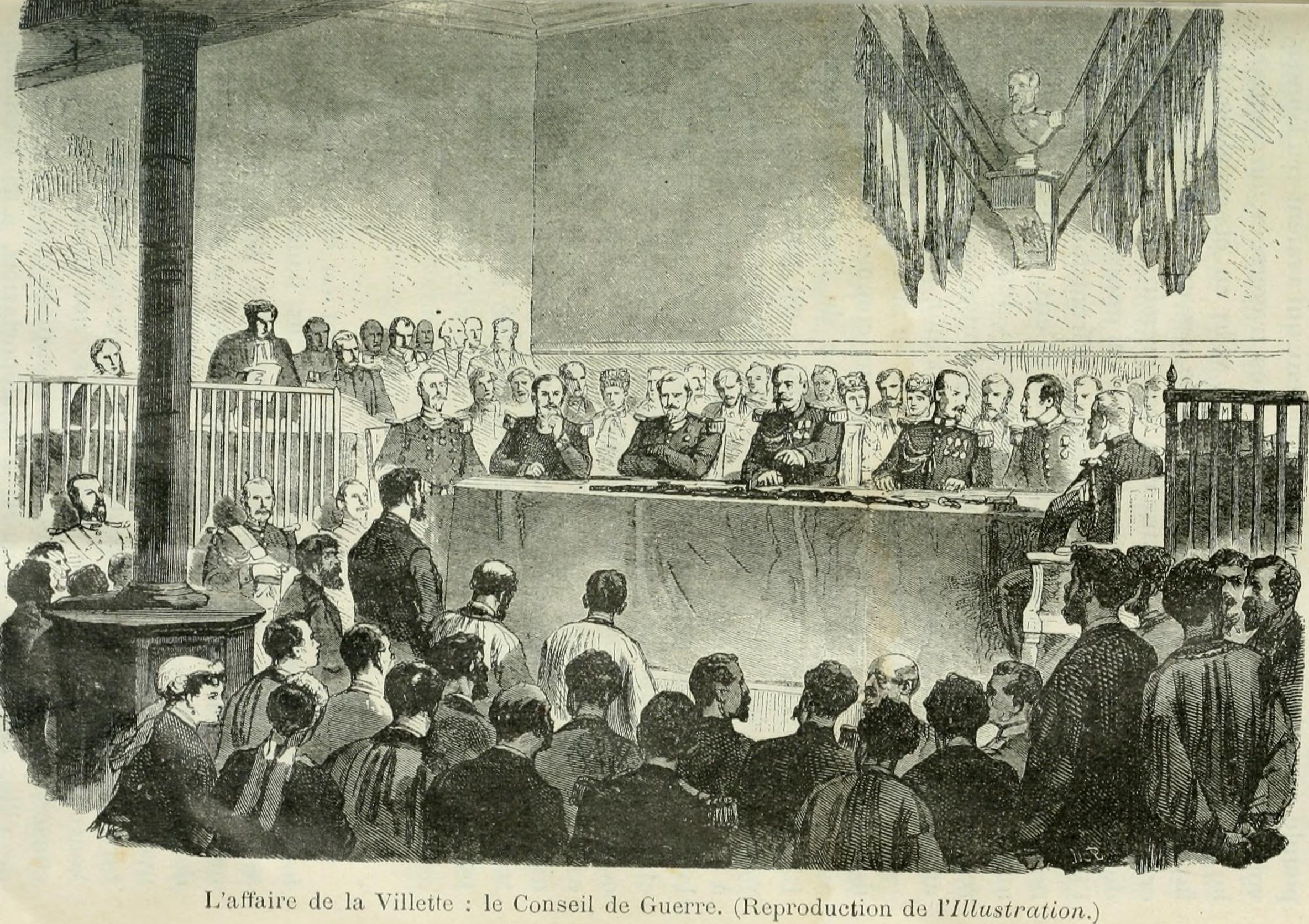
Le conseil de guerre chargé de juger les personnes arrêtées lors de l'affaire de la Villette, convoqué le 15 août.

  - combats indécis de l'armée du maréchal Bazaine à Borny-Colombey[26].
  - un groupe de blanquistes attaque le poste de sapeurs-pompiers de la Villette pour y prendre des armes, et tuent un sergent de ville. Puis ils tentent de soulever le quartier de Belleville mais la police réussit à les arrêter[27].

- 16 août : 

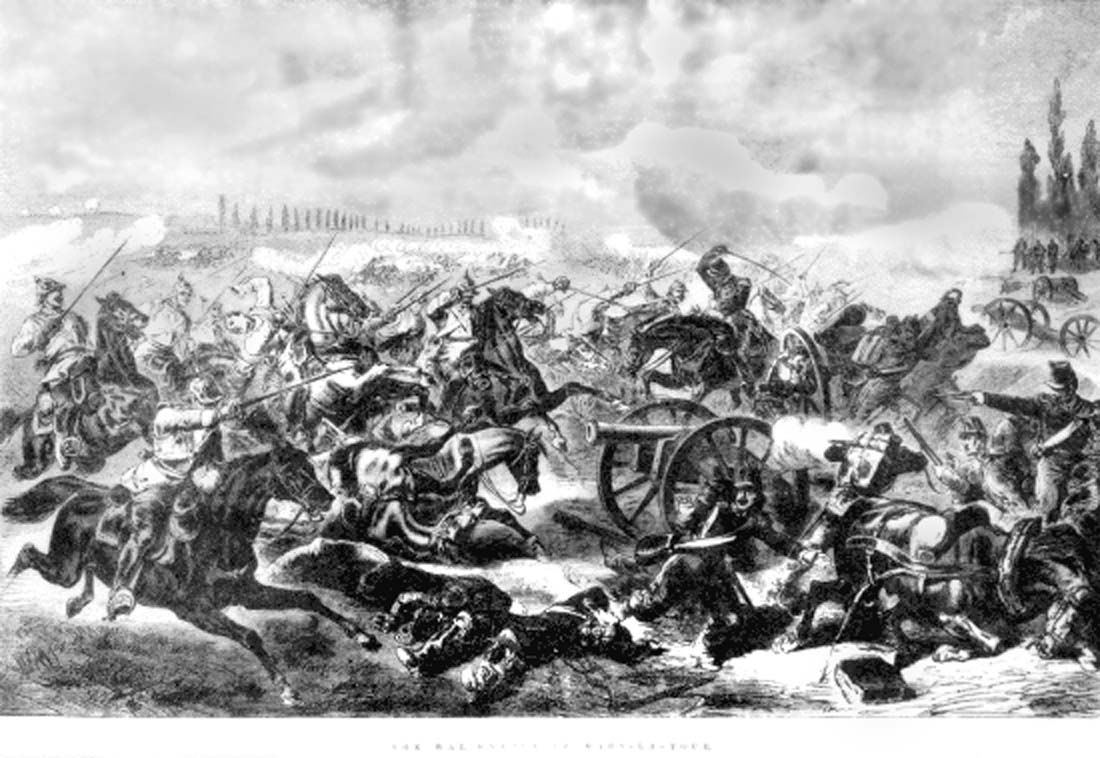
16 août : bataille de Mars-la-Tour

  - bataille de Mars-la-Tour (ou de Vionville ou de Rezonville) en Moselle ; Bazaine n'utilise pas sa supériorité numérique pour stopper l'offensive prussienne[28].
  - l'armée du maréchal de Mac-Mahon se replie sur Châlons[29].
  - les Allemands mettent le siège devant Toul[30].
  - affaire de Hautefaye en Dordogne, à la foire annuelle aux bestiaux où vient de parvenir la nouvelle du désastre de Reichshoffen : dans l'après-midi, un jeune aristocrate, Alain de Monéys, accusé à tort d'être au service de la Prusse, est roué de coups, torturé et brûlé vif par la foule. L'affaire défraye la chronique qui colporte des rumeurs de cannibalisme et de retour des jacqueries[31].
- 17 août : le général Trochu est nommé au poste de gouverneur militaire de Paris[32].
- 18 août : bataille de Saint-Privat-la-Montagne (ou bataille de Gravelotte) ; par son inaction, Bazaine laisse la victoire aux Prussiens[28].
- 19 août : le maréchal Bazaine s'enferme dans Metz avec 175 000 soldats[28].
- 20 août : début du blocus de Metz. La troisième armée allemande marche sur Paris[33]
- 23 août : avec les restes de l'armée du Rhin, Mac-Mahon reconstitue une armée 140 000 soldats pour tenter de dégager Bazaine de Metz. L'empereur Napoléon III se joint à la troupe. À la suite de mouvements indécis, Mac-Mahon, le commandant en chef de l'armée dite du camp de Châlons, décide de se replier vers la forteresse de Sedan[33].
- 25 août : l'Etat major allemand est informé du mouvement de l'armée du camp de Châlons ; deux armées prussiennes se mettent en marche sur Sedan[34].
- 30 août : protégeant le flanc droit de l'armée Mac-Mahon Le Général de Failly est battu à la bataille de Beaumont, Mac-Mahon se retire sur la place forte de Sedan[33].
- 31 août : victoire prussienne à la bataille de Noisseville et à la bataille de Bazeilles[33].

### Septembre
- 1er septembre : bataille de Sedan[34].

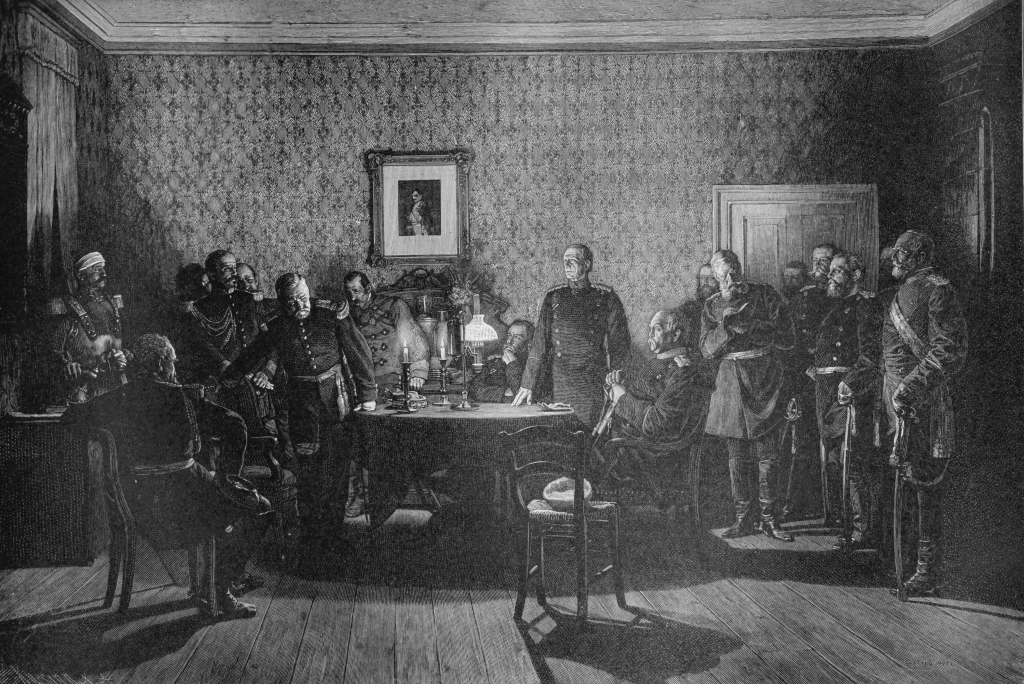
2 septembre : capitulation de Sedan.

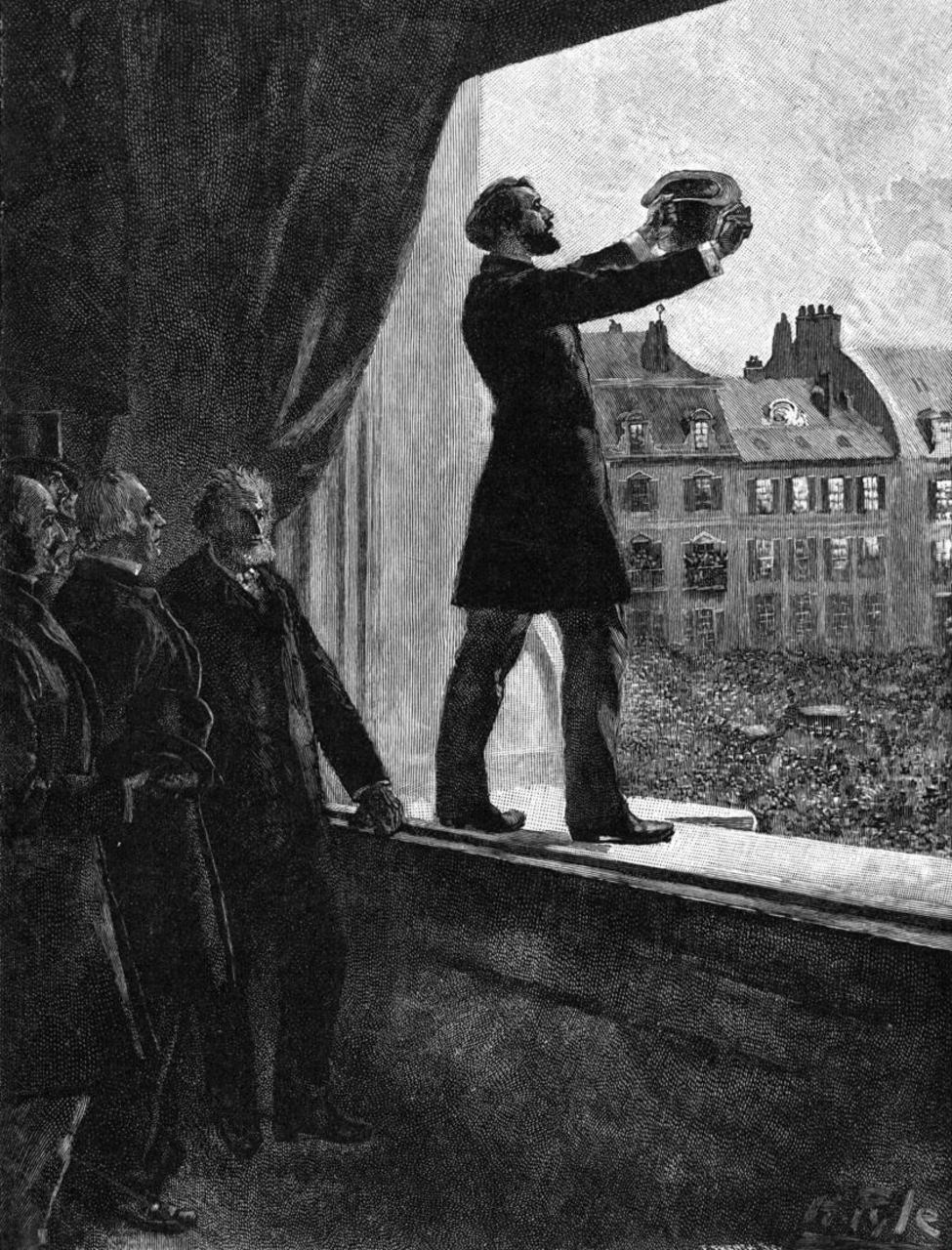
4 septembre : Gambetta proclamant la République à l'Hôtel de ville de Paris

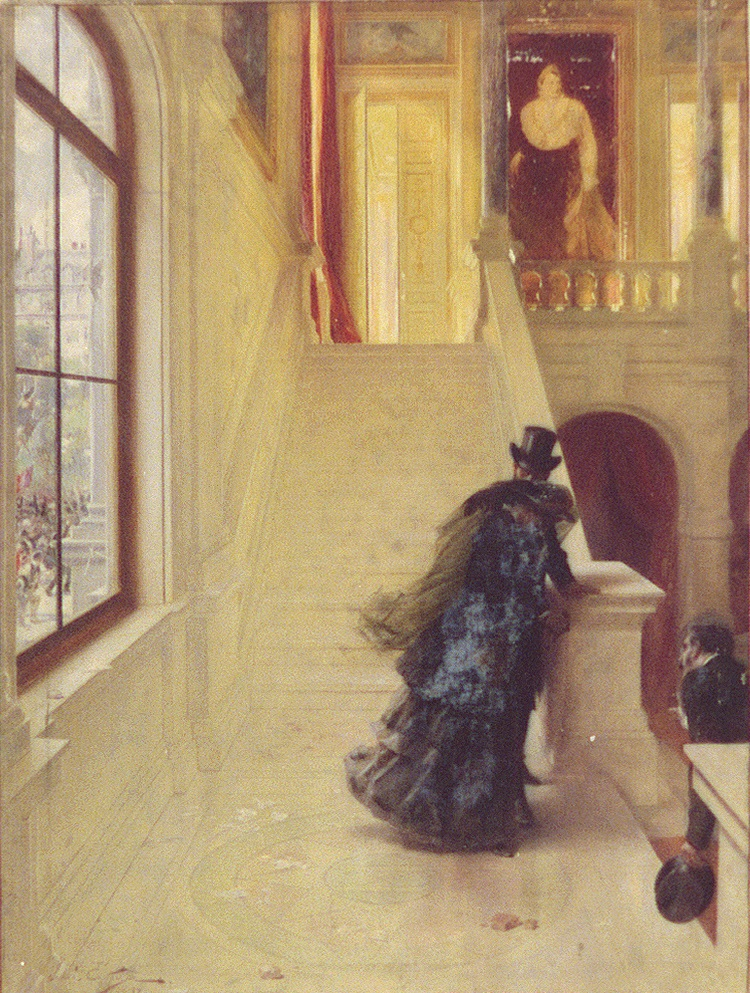
Eugénie fuyant le palais des Tuileries, le 4 septembre 1870, André Castaigne.

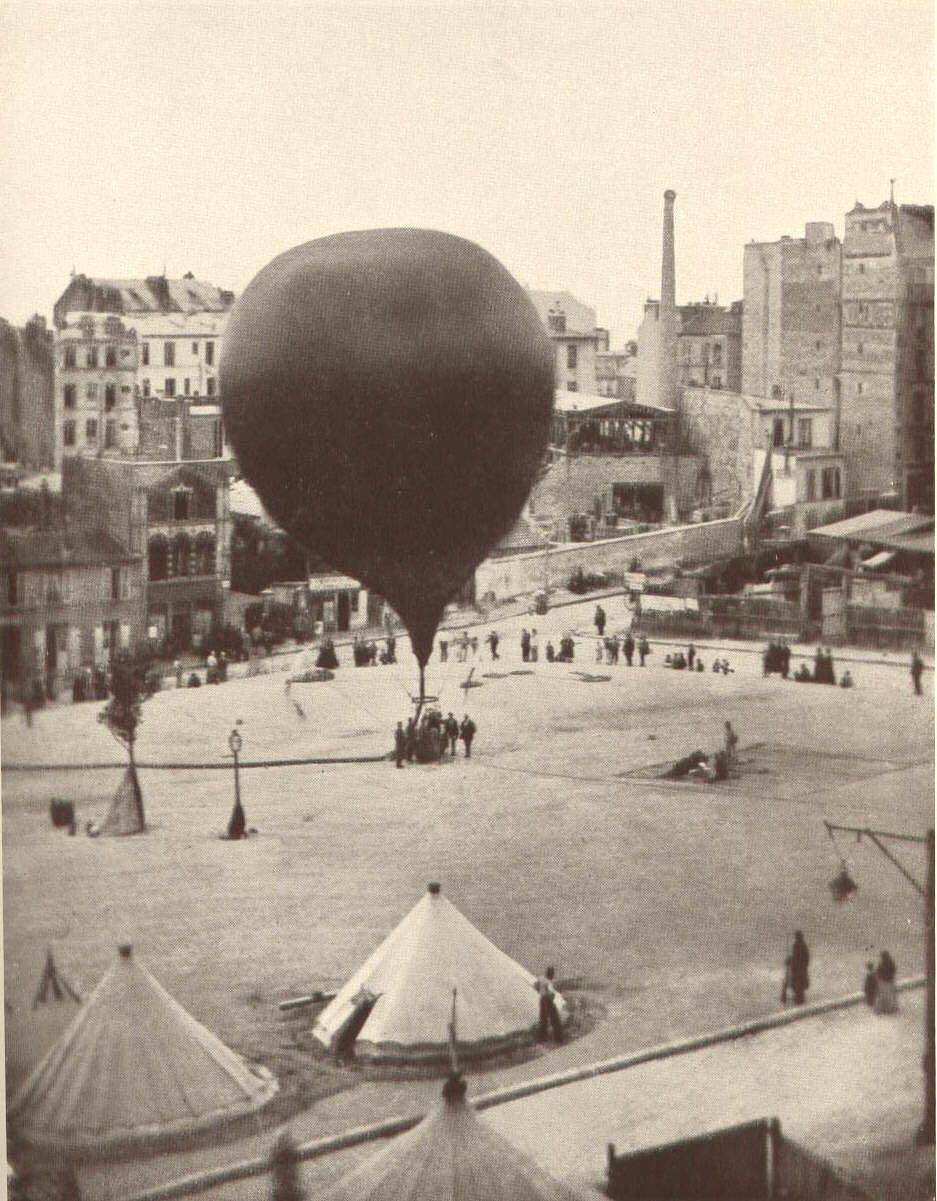
Le Neptune, le premier ballon utilisé pour transporter le courrier pendant le siège de Paris, 23 septembre 1870.

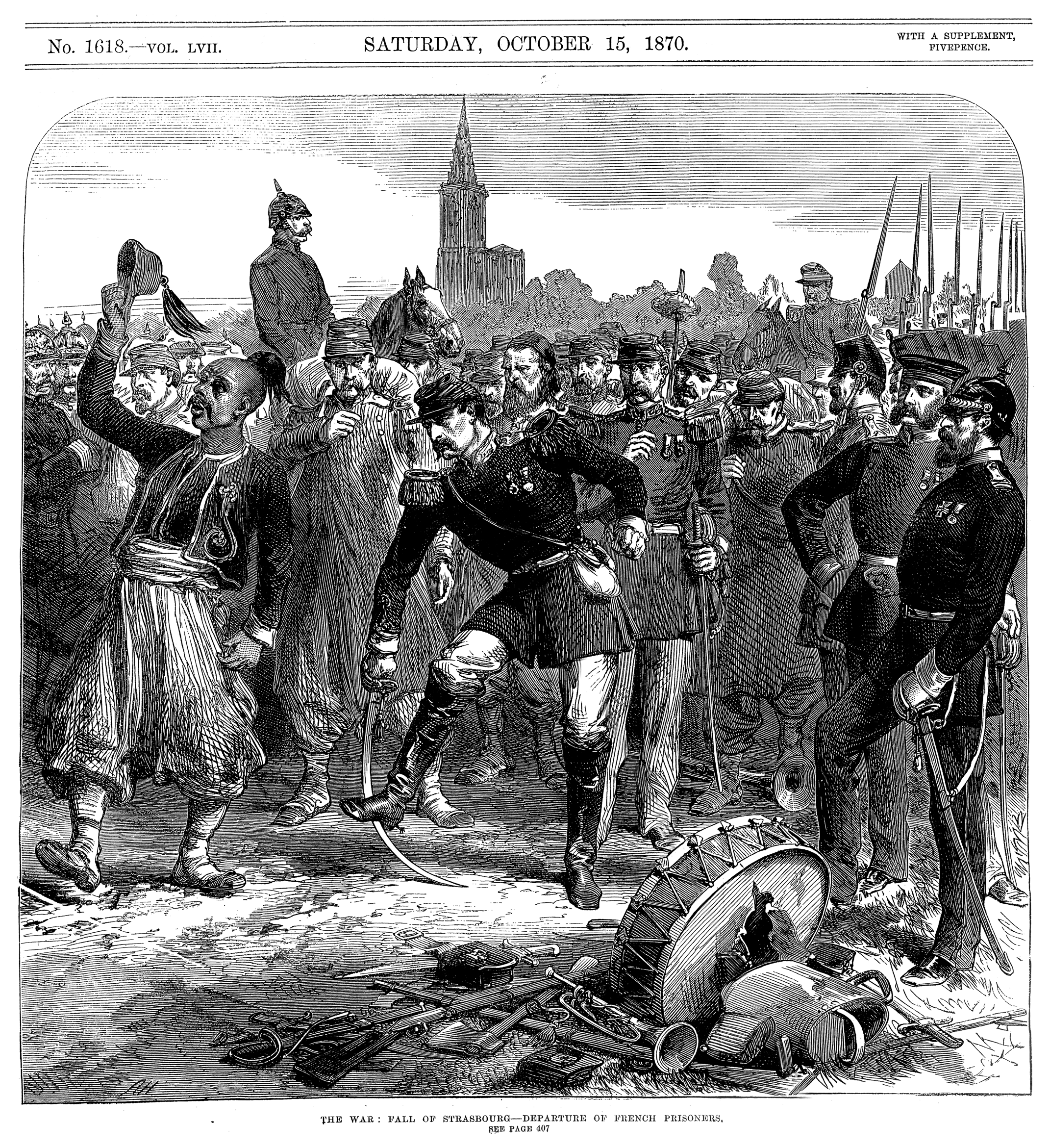
27 septembre : La capitulation de Strasbourg - Départ des prisonniers français (sur la Illustrated London News du 15 octobre 1870)

- 2 septembre : en présence de Guillaume roi de Prusse et de Napoléon III, signature de l'acte de reddition de Sedan par les généraux von Moltke (prussien) et de Wimpffen (français) au Château de Bellevue situé au sud de Sedan sur les coteaux de la Meuse[34]. L'empereur Napoléon III est fait prisonnier avec 83 000 hommes[35].
- 4 septembre : Napoléon III considéré comme prisonnier de guerre est emmené en captivité en Allemagne (à Wilhelmshoehe, près de Kassel). Le même jour à Paris la déchéance de l'empereur est prononcée et la république proclamée[36] ; une foule de Parisiens envahit le Palais Bourbon. Les députés républicains (Gambetta, Favre, Ferry…) proclament la République et la fin de l'Empire sur la place de l’Hôtel-de-Ville. Ils instaurent un Gouvernement de la Défense nationale et un ministère dit « du 4 septembre »[13] ; le jeune prince impérial se réfugie en Belgique.
- 5 septembre :
  - le Corps législatif est dissout et le Sénat supprimé[13].
  - Georges Clemenceau (29 ans) est nommé par Étienne Arago maire du XVIIIe arrondissement de Paris[37].
  - des comités de vigilance commencent à se constituer par arrondissement[38].
  - Victor Hugo rentre de son exil de Guernesey via Bruxelles à Paris où il est reçu triomphalement[39].
  - un comité de salut public ou commission départementale provisoire des Bouches-du-Rhône s'installe à la préfecture de Marseille[22].
- 6 septembre : le prince impérial débarque à Hastings en Angleterre où il est rejoint par sa mère l'impératrice Eugénie le 8 septembre[40].
- 7 septembre :
  - Léon Gambetta demande aux administrateurs provisoires et aux préfets de « s'appuyer sur les conseils municipaux élus sous l'influence du courant libéral et démocratique … ou sur des municipalités provisoires »[41].
  - un arrêté du préfet Émile de Kératry remplace l'appellation de sergents de ville par celle de gardiens de la paix publique[42].
- 8 septembre : décret convoquant les collèges électoraux pour le 16 octobre « à l'effet d'élire une assemblée nationale constituante »[43].
- 9 septembre : capitulation de Laon[44].
- 11 septembre : création d'une fédération des comités de vigilance, qui se sont constitués lors des cinq derniers jours dans les arrondissements parisiens, le « Comité central républicain des Vingt arrondissements », regroupant les blanquistes, les socialistes et les radicaux[45]. Il adopte dans la nuit du 13 au 14 septembre un programme révolutionnaire qui est affiché sur les murs de Paris[38].
- 12 septembre : le gouvernement, afin de conserver « sa complète liberté d'action pour organiser la défense dans les départements et maintenir l'administration », désigne, Adolphe Crémieux, le garde des Sceaux comme « délégué pour représenter le gouvernement et en exercer les pouvoirs », et Tours devient le siège de la délégation du gouvernement de la Défense nationale[46].
- 12 - 18 septembre : Adolphe Thiers est à Londres, mandaté par Jules Favre, ministre des Affaires étrangères pour plaider la cause de la France ; il se rend en mission à Vienne le 24 septembre puis à Saint-Pétersbourg le 27 septembre[47].
- 16 septembre :
  - décret fixant les élections municipales au 25 et 28 septembre, et avançant les élections à la Constituante au 2 octobre (elles seront ajournée sine die le 23 septembre)[43].
  - décret adjoignant à Adolphe Crémieux deux autres ministres, Glais-Bizoin et l'amiral Fourichon, ministre de la Marine pour former à Tours « la délégation du gouvernement de la Défense nationale, appelée à exercer les pouvoirs de ce gouvernement dans les départements non occupés par l'ennemi »[46].
  - arrêté pris à Tours par le garde des Sceaux qui expulse du territoire français tous les étrangers appartenant aux pays en guerre avec la France[46].
  - entrée des troupes badoises à Mulhouse ; elles quittent la  ville le lendemain après avoir fait sauter le pont de chemin de fer sur l'Ill[48].
- 17 septembre : combat de Montmesly pendant l'encerclement de Paris[49].
- 18 septembre :
  - décret fixant les élections au conseil municipal de Paris « dont les attributions seront les mêmes que celles des autres conseils municipaux de la République »[41]. Le conseil comprendra 80 membres, soit quatre par arrondissement.
  - les départements du Midi de la France et du Sud-Est créent à Marseille la « Ligue du Midi pour la défense de la République » sur un programme patriotique et fédéraliste[50].
- 19 septembre : le siège de Paris se met en place avec deux armées allemandes, représentant 400 000 soldats prussiens[36]. En face, le général Trochu, gouverneur militaire de Paris, dispose de 500 000 défenseurs aux qualités disparates (17 régiments, 15 000 marins, 200 canons, 12 000 gendarmes, 135 000 gardes nationaux de province, 330 000 gardes nationaux de Paris). Dès le début, les défenseurs français sont défaits à la bataille de Châtillon[49]. Les troupes du maréchal von Moltke commencent d'importants travaux de terrassement et de fortification pour empêcher toute sortie des assiégés, ils occupent les hauteurs autour de la capitale et y installent leur artillerie.
- 20 septembre : à Ferrières, échec de la tentative de paix entre Favre et Bismarck[13].
- 22 septembre : dans un manifeste, les « blanquistes » demandent une Commune de Paris et la « levée en masse » comme lors de la Révolution de 1793[38].
- 22-26 septembre : « Insurrection du Sud », révolte des Noirs de la Martinique, partie de Rivière-Pilote. La répression fait dix-sept morts, cent arrestations et huit condamnations à mort[3].
- 23 septembre : après trente neuf jours de siège, la garnison de Toul capitule avec ses 3 000 hommes[44].
- 27 septembre : capitulation de la garnison française de Strasbourg après un siège de 46 jours [25].
- 28 septembre : insurrection de Lyon organisée par le Comité central du Salut de la France, constitué le 17 septembre ; échec de la tentative du leader anarchiste russe Bakounine, venu de Genève pour soulever la ville de Lyon, en proclamant l'abolition de l'État. Le maire Hénon reprend l'avantage avec l'appui de la garde nationale[51].
- 28 septembre-7 octobre : formation à Toulouse de la Ligue du Sud-Ouest[52].

### Octobre
- 1er octobre : décret de la délégation de Tours réablissant la tenue d'éléctions générales au 16 octobre[53].
- 2 octobre : premier numéro du journal La Dépêche, publié à Toulouse[54].
- 3 octobre : Mulhouse est occupée par les troupes prussiennes de la 4e division de landwehr Schmeling[48].
- 5 octobre : la délégation de Paris décide d'envoyer à Tours le ministre de l'Intérieur Léon Gambetta, avec comme mission de « maintenir l'unité d'action » entre la délégation de Paris et le gouvernement de la Défense nationale, et de lever des troupes[55].
- 6 octobre : victoire prussienne à la bataille de Nompatelize[56].

- 7 octobre :

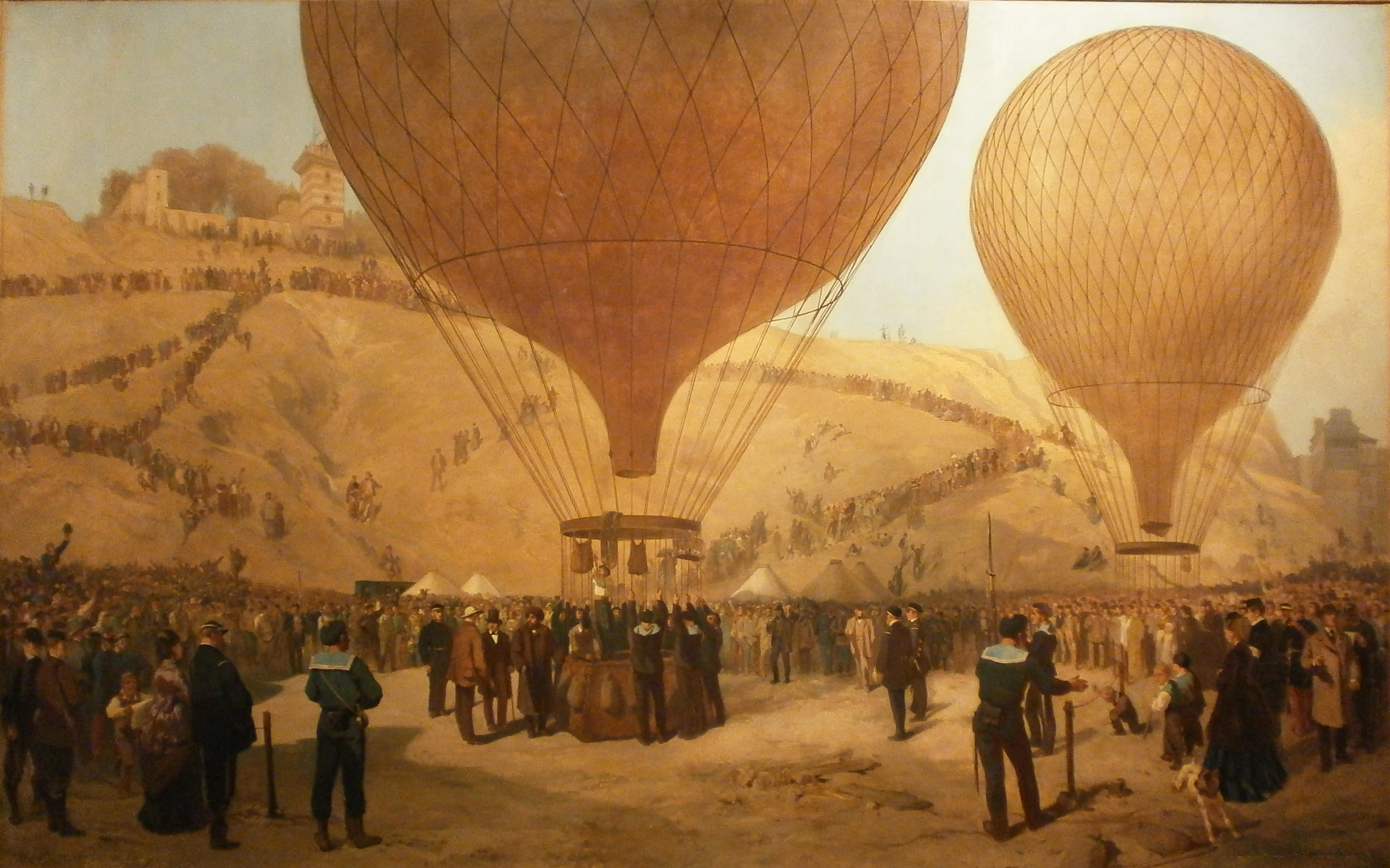
Départ de Gambetta sur le ballon lArmand-Barbès le 7 octobre 1870.

  - évasion réussie de Léon Gambetta, à bord d'un ballon. De Paris il atterrit à Montdidier dans la Somme. Il tente de relancer la résistance aux Allemands dans les provinces[13].
  - bataille de Bellevue près de Metz[57].
- 8 octobre : l'ajournement des élections municipales entraîne des manifestations à Paris[58].
- 9 octobre :
  - Léon Gambetta arrive à Tours par le train[13].
  - un décret de la délégation de Tours confirme l'ajournement des élections[53].
- 10 octobre : un décret de la délégation de Tours confie à Léon Gambetta l'administration de la Guerre[59]. Le lendemain Charles de Freycinet est nommé délégué au département de la Guerre par Gambetta[60].
- 11 octobre : 
  - les Bavarois de Von der Tann occupent Orléans alors que le général Lamotte-Rouge battu à Artenay le 10 octobre, se retire en Sologne avec l'armée de la Loire ; 6 000 hommes protègent sa retraite dans la clairière de Cercottes[61].
  - la Société nationale britannique pour les blessés et prisonniers de guerre (pour le respect de la convention de Genève) envoie à Versailles le colonel Robert Loyd-Lindsay afin de répartir de manière égale 40 000 livres entre Allemands et Français[62].

- 13 octobre :
  - deuxième bataille de Châtillon[63].

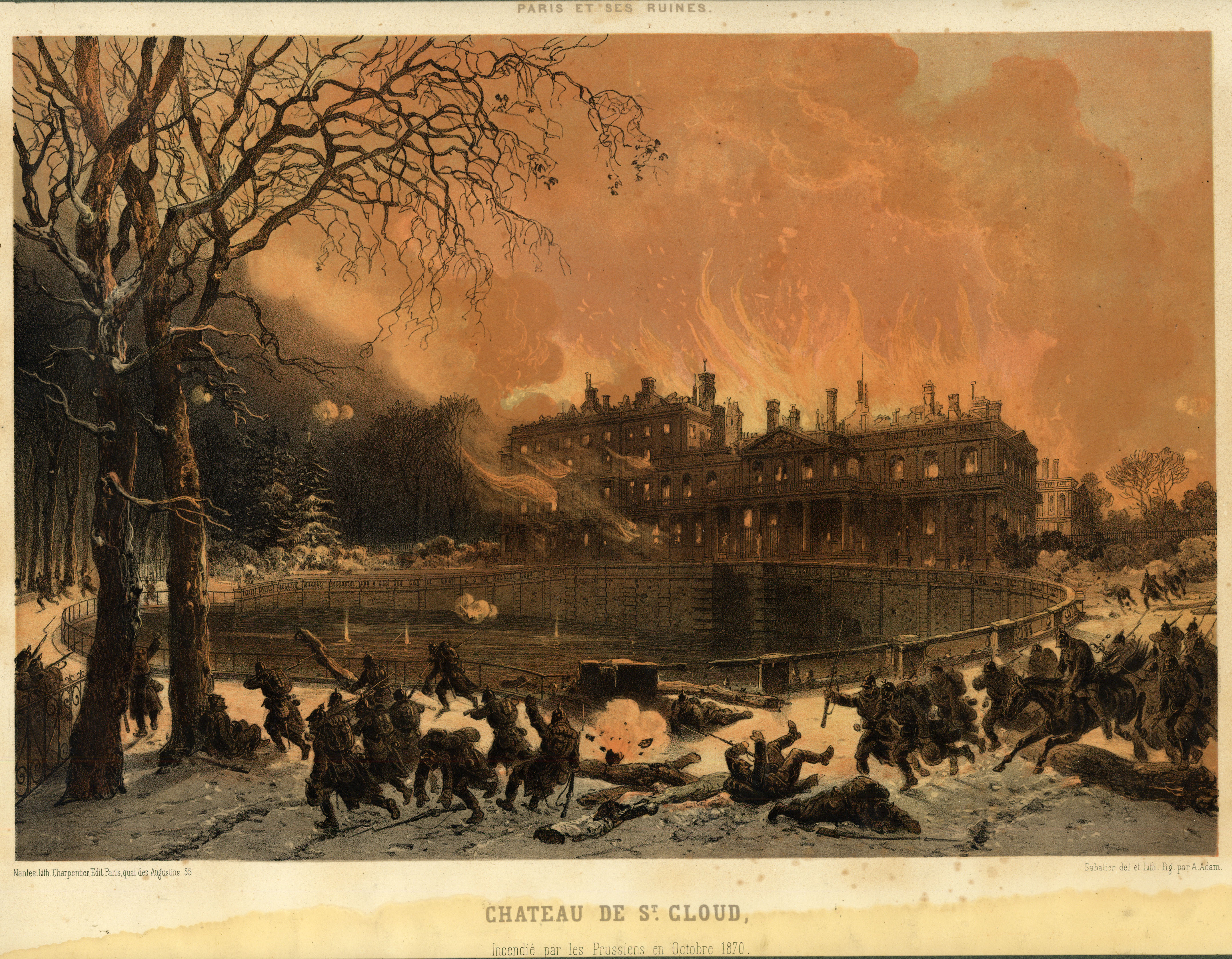
Incendie du château de Saint-Cloud.

  - le château de Saint-Cloud est incendié[64].
- 18 octobre : les Allemands prennent la ville de Châteaudun qui est incendiée lors des combats[65].
- 19 octobre, 28 octobre et 20 novembre : décrets de réorganisation des corps d'infanterie[66].
- 21 octobre : les défenseurs parisiens repoussent les Allemands lors des combats à Buzenval[67].
- 22 octobre : Léon Gambetta nomme le député républicain breton Émile de Kératry commandant général de l'armée de Bretagne. Kératry regroupe à Conlie près du Mans 60 000 soldats et volontaires bretons, mais ils n'ont ni baraquement, ni armes[68].
- 24 octobre : le décret Crémieux accorde la nationalité française aux juifs d'Algérie[69].
- 27 octobre : le maréchal Bazaine capitule sans condition à Metz avec toute son armée[13] ; 173 000 prisonniers, 1 570 canons.
- 28 octobre :
  - première bataille du Bourget. Les francs-tireurs de la Presse[70] emmenés par le commandant Rolland sous les ordres du general Carey de Bellemare (commandant la place forte de Saint-Denis) reprennent le village du Bourget tenu par les Prussien depuis la mi-septembre[71].
  - commune d’Alger. Le gouverneur provisoire Walsin-Esterházy forcé à démissionner, doit s’embarquer de force pour la France sous la pression du maire d’Alger Romuald Vuillermoz appuyé par la population et la garde nationale. Le 8 novembre, le comité de défense et le conseil municipal déclarent Vuillermoz « commissaire civil par intérim ». Le gouvernement de Tours ne confirme pas cette nomination et Charles du Bouzet est nommé commissaire de la république le 16 novembre[72].
- 29-30 octobre : première bataille de Dijon. La ville est occupée le 31 octobre par troupes badoises du général Von Werder malgré la résistance des troupes régulières rappelées sur la pression de la population, des gardes-mobiles et de la garde nationale sédentaire[73].

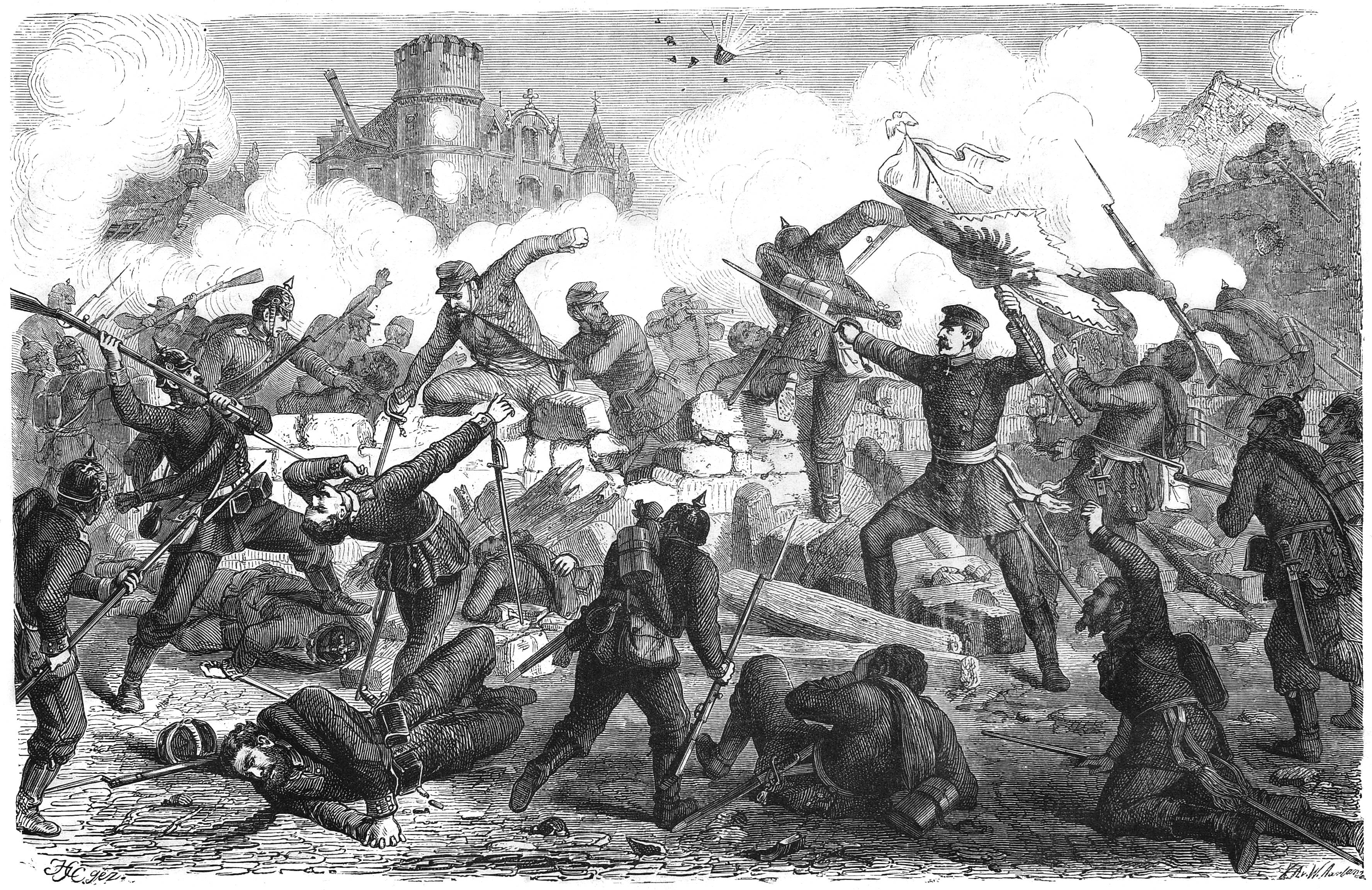
Le général von Budritzki, drapeau à la main, enlève la barricade du Bourget.

- 30 octobre : attaque du Bourget par les Prussiens. Les quatre régiments de la garde du roi de Prusse appuyés par une forte artillerie reprennent le Bourget aux Français (mort du commandant Baroche). Le commandant Brasseur résiste jusqu'à la dernière cartouche dans l'église du Bourget[71].

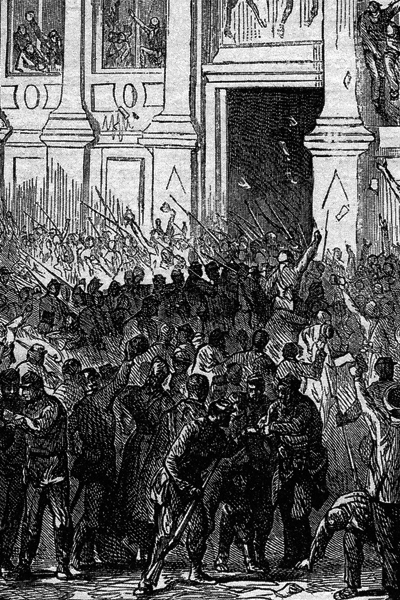
L'Hôtel de ville de Paris le 31 octobre 1870.

- 31 octobre : échec d'une tentative de révolutionnaires parisiens pour renverser le gouvernement provisoire[38]. Une foule armée et manipulée par les blanquistes, envahit l'Hôtel de ville de Paris et gronde contre le général Trochu (gouverneur militaire de Paris) et l'armistice[74]. Un bataillon pactise avec les manifestants, mais Jules Ferry réussit à rétablir l'ordre.

### Novembre
- 1er novembre : proclamation de la Commune de Marseille par les membres du conseil départemental et de la Ligue du Midi[22].
- 1er-6 novembre : rencontre Thiers-Bismarck à Versailles ; Thiers n'obtient aucune inflexion de la position allemande[13].
- 2 novembre : décret mobilisant les hommes valides de 21 à 40 ans. Gambetta organise la levée en masse dans tous les départements[75] avec un objectif de 600 000 soldats à lever et à armer[76].
- 3 novembre :
  - 557 000 Parisiens (contre 62 000) se prononcent par plébiscite en faveur du Gouvernement de la Défense nationale et de la poursuite de la guerre[13].
  - les Allemands commencent le siège de Belfort, vaillamment défendue par le colonel Denfert-Rochereau qui avait en partie fait construire les fortifications[77].
- 5-8 novembre : les élections municipales de Paris amènent à une importante avancée des radicaux, partisans des libertés municipales, mais adversaires de l'insurrection[38].
- 9 novembre :
  - l'aviso Bouvet livre combat à la canonnière allemande Meteor dans les eaux internationales au large de Cuba[78].
  - le général Louis Jean Baptiste d'Aurelle de Paladines, commandant la Ire armée de la Loire, bat les Bavarois à la bataille de Coulmiers, ce qui oblige Von der Tann à évacuer Orléans[13]. Dès le 10 novembre, sur ordre de Léon Gambetta, la ville est équipée de batteries et transformée en camp retranché.
- 15 novembre : démission d'Étienne Arago maire de Paris[79]. Jules Ferry quitte le gouvernement, est élu le 16 novembre maire de Paris et conserve ses attributions de préfet de la Seine[80].
- 22 novembre : toujours mal équipée, l'armée bretonne de Conlie, reçoit l'ordre de s'opposer à la poursuite de l'invasion prussienne. Léon Gambetta promet des armes au général de Kératry, mais le 24 novembre, il interdit la livraison des armes et des munitions, aux 60 000 Bretons par peur d'un réveil chouan[81],[68].

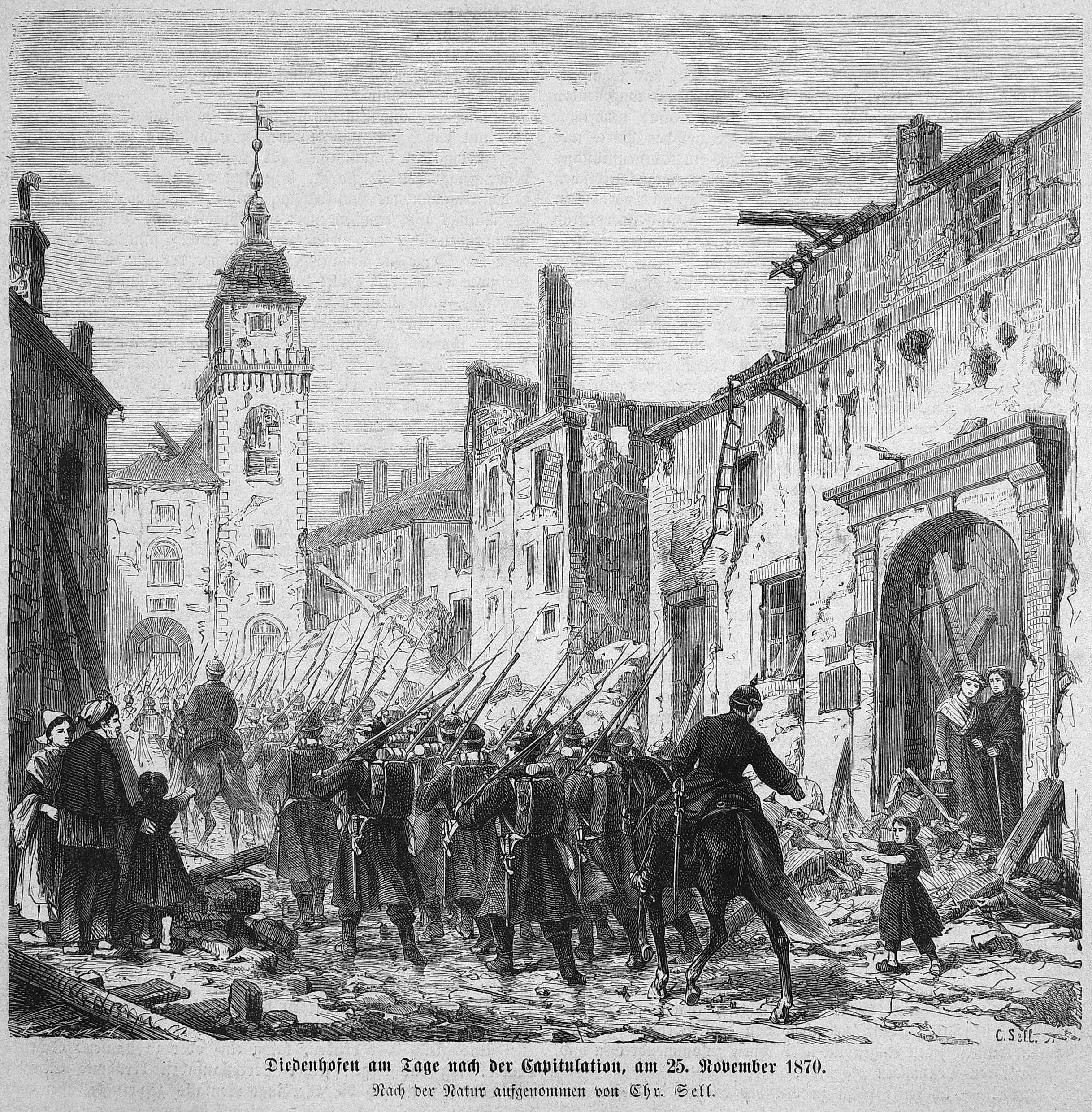
Thionville au lendemain de la capitulation, le 26 novembre 1870.

- 24 novembre : capitulation de Thionville, bombardée depuis le 22 novembre, après trois mois de siège. La reddition de la place a lieu le lendemain matin[82].
- 27 novembre : combats de Villers-Bretonneux, occupation d'Amiens par les Prussiens du général von Goeben le lendemain[83].
- 28 novembre :
  - le prince Frédéric-Charles de Prusse bat le général Crouzat et la Ire armée de la Loire à la bataille de Beaune-la-Rolande ; 3 000 Français et environ 900 Prussiens sont tués[84].
- 29 novembre : combat de la Gare-aux-Bœufs et combat de l'Haÿ, attaques de diversion afin de suppléer la grande opération à Champigny[85].
- 30 novembre : combat de Choisy-le-Roi. Début de la bataille de Champigny (jusqu'au 3 décembre). Les troupes françaises échouent à forcer le blocus de Paris[85] : 8 000 défenseurs parisiens et 5 000 Prussiens sont tués.

### Décembre
- 2 décembre :

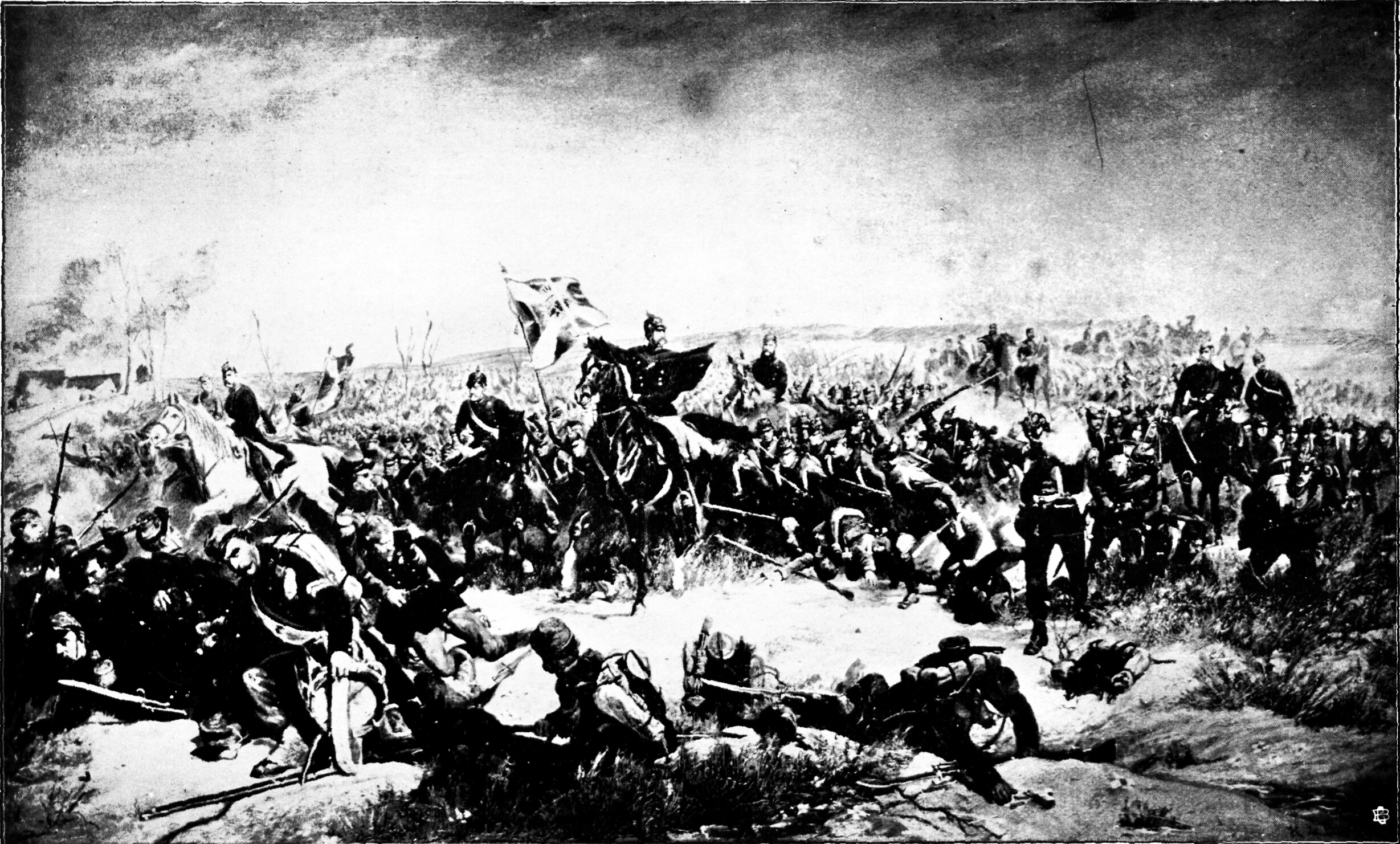
Bataille de Loigny.

  - la Ire armée de la Loire est battue à la bataille de Loigny[84].
  - échec de la sortie militaire des Parisiens à Champigny. Les Français se retirent derrière la Marne, abandonnant Champigny et Brie[86].
- 3-4 décembre : l'armée de la Loire résiste à la bataille de Patay-Orléans, mais le 4 décembre l'armée prussienne repprend Orléans[84].
- 5 décembre : des militants socialistes tentent de prendre le pouvoir à Rouen, abandonnée par les troupes françaises, mais l'armée prussienne de Manteuffel rentre dans la ville sans résistance[87].
- 7 - 10 décembre : la deuxième armée de la Loire est battue à Beaugency (Loiret)[88].
- 9 décembre : le gouvernement de Défense Nationale abandonne Tours pour fuir vers Bordeaux[88] alors que Dieppe voit l'entrée des Prussiens[89]. Le 13, panique générale à Tours, où toute la population s'enfuit, y compris les militaires avec leurs chefs[90] ; retour des autorités le 15.
- 16 décembre : combat de Longeau, près de Langres[88].
- 18 décembre : bataille de Nuits-Saint-Georges en Côte-d'Or entre les Allemands et l'armée de l'Est. Résultat indécis. Les Allemands évacuent la ville le 27 décembre[73].

- 20 décembre : combat de Monnaie[91].
- 21 décembre :

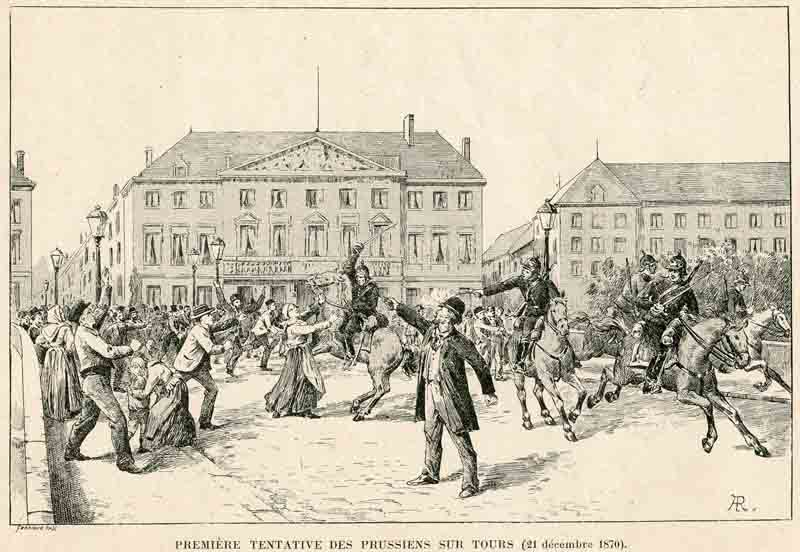
Première tentative des Prussiens sur Tours (21 décembre 1870)

  - deuxième bataille du Bourget[67]. Échec sanglant d'une tentative de sortie de l'armée de Paris au Bourget et à Neuilly.
  - les Prussiens bombardent la ville de Tours[91] : 6 morts.
- 23 - 24 décembre : bataille de l'Hallue au nord-est d'Amiens[89].
- 25 décembre :
  - les conseils généraux et les conseils d'arrondissements sont dissous et les premiers remplacés par des commissions départementales, nommées par les préfets[92].
  - achèvement du percement du tunnel ferroviaire du Fréjus, entre la France et l'Italie[93].